# Somalische Bandynationalmannschaft der Herren
Die somalische Bandynationalmannschaft der Herren präsentiert Somalia bei internationalen Spielen im Bandy. Somalia nahm 2014 als erste afrikanische Mannschaft an der Bandy-Weltmeisterschaft teil.
Die Mannschaft besteht aus somalischen Flüchtlingen, die im schwedischen Borlänge leben. Um die Flüchtlinge besser in die Gesellschaft zu integrieren, wurde auf Initiative des Bürgers Patrik Andersson die Mannschaft ins Leben gerufen. Die schwedische Bandylegende Per Fosshaug fungiert seit Mai 2013 als Trainer des Teams. 
Im ersten Länderspiel des Teams im Rahmen der Bandy-Weltmeisterschaft 2014 im russischen Irkutsk verlor Somalia vor rund 700 Zuschauern gegen die ebenfalls debütierende deutsche Nationalmannschaft mit 1:22. Hareo Anwar erzielte das zwischenzeitliche 1:9 und damit das erste Tor für Somalia. Somalia belegte am Ende den 17. Platz unter 17 Teilnehmern.

## Abschneiden bei Weltmeisterschaften
| WM   | Gastgeber        | Platzierung               | Gruppe        | Gruppenspiele                                          | Platzierungsspiele               |
| 2014 | Russland Irkutsk | 17. Platz (17 Teilnehmer) | A-WM B-Gruppe | 1:22 Deutschland 0:13 Ukraine 0:12 Japan 1:12 Mongolei | 1:13 Ukraine (Spiel um Platz 16) |

### WM-Bilanzen
Stand nach der WM 2014
| Land        | Sp. | S | SnV | U | NnV | N | TV   | TD  | Bemerkung                          |
| ----------- | --- | - | --- | - | --- | - | ---- | --- | ---------------------------------- |
| Deutschland | 1   | 0 | 0   | 0 | 0   | 1 | 1:22 | −21 | höchste WM-Niederlage (1:22, 2014) |
| Japan       | 1   | 0 | 0   | 0 | 0   | 1 | 0:12 | −12 |                                    |
| Mongolei    | 1   | 0 | 0   | 0 | 0   | 1 | 1:12 | −11 |                                    |
| Ukraine     | 2   | 0 | 0   | 0 | 0   | 2 | 1:26 | −25 |                                    |